# Мареновые
Мареновые (лат. Rubiaceae) — семейство двудольных растений порядка Горечавкоцветные (Gentianales), включающее более 600 родов и 14 000 видов.
Виды мареновых богаты алкалоидами (кофеин, хинин, эметин).

## Ботаническое описание
Большинство мареновых — древесные растения. Есть среди них деревья высотой до 40—45 м, кустарники, кустарнички, древовидные и вьющиеся лианы, ползучие и прямостоячие травы.
Листья супротивные или ложномутовчатые, с крупными прилистниками. На листьях представителей родов Pavetta и Psychotria есть «бактериальные узелки». Бактерии обеспечивают растение-хозяина питательными веществами, без бактерий оно неспособно к нормальному росту и развитию.
Цветки мелкие, правильные, почти всегда обоеполые, в боковых или конечных полузонтиках, собранные в метельчатые, колосовидные или головчатые соцветия, иногда одиночные. Чашечка сросшаяся с завязью. Венчик трубчато-воронковидный, воронковидный, колокольчатый или колесовидный. Тычинок три — пять, до шести штук. Столбик один, двураздельный — с двумя головчатыми рыльцами, реже (в роде Phuopsis) рыльца сросшиеся в одно, булавовидное. Завязь нижняя, двугнёздная, редко четырёхгнёздная (род Mitchella), с одной, реже несколькими семяпочками в каждом гнезде. В редких случаях завязь становится вторично верхней (роды Mitrasacmopsis, Gaertnera).
Формула цветка: {\displaystyle \ast K_{(4-5)}\;C_{(4-5)}\;A_{4-5}\;G_{\overline {2}}}.
Плод — двойчатый, сухой или более-менее сочный орешек или двугнёздная коробочка.

## Экология и распространение
Представители семейства встречаются в основном в тропических странах, но некоторые растут в умеренных и холодных областях.
Ископаемые остатки обнаружены:
- плоды Galium palustre, в верхнечетвертичных отложениях возле хутора Ендовский на реке Хопёр;
- плоды Подмаренника настоящего (Galium verum), в нижнеплейстоценовых отложениях в нижнем течении Волги.

## Классификация
Семейство Мареновые — одно из пяти крупнейших семейств растений. К 2024 году в семейство включается от 612 родов и более 14 000 видов. Ранее различными систематиками в семействе выделялось три подсемейства Rubioideae, Cinchonoideae и Ixoroideae и свыше 43 триб. По современной классификации на основе системы APG IV этот подход не поддерживается. Elmar Robbrecht и Jean-François Manen предлагали расширить подсемейство Cinchonoideae за счёт включения в него подсемейства Ixoroideae и родов Coptosapelta, Luculia.
Род Психотрия (Psychotria), насчитывающий более 1600 видов, является крупнейшим в семействе и третьим среди покрытосеменных растений, уступая родам Астрагал (Astragalus) семейства Бобовые (Fabaceae) и Бульбофиллюм (Bulbophyllum) семейства Орхидные (Orchidaceae). При этом ещё 29 родов насчитывают более 100 видов. С другой стороны, 211 родов этого семейства являются монотипными и вместе они составляют более трети всех родов семейства, но включают менее одного процента всех видов.

### Подсемейства и трибы
Некоторыми систематиками в составе семейства выделялись три подсемейства: Rubioideae, Cinchonoideae и Ixoroideae и 43 трибы, при этом триба Coptosapelteae и род Luculia не включаются ни в одно из подсемейств.
| - basal Rubiaceae (59 sp.) - Coptosapelteae Bremek. ex S.P.Darwin - Luculieae Rydin & B.Bremer | - Cinchonoideae Raf. - Chiococceae Benth. & Hook.f. - Cinchoneae DC. - Guettardeae DC. - Hamelieae A.Rich. ex DC. - Hymenodictyeae Razafim. & B.Bremer - Hillieae Bremek. ex S.P.Darwin - Isertieae A.Rich. ex DC. - Naucleeae DC. ex Miq. - Rondeletieae DC. ex Miq. - Strumpfieae Delprete & T.J.Motley | - Ixoroideae Raf. - Airospermeae Kainul. & B.Bremer - Alberteae Hook.f. - Aleisanthieae Mouly, J.Florence & B.Bremer - Augusteae Kainul. & B.Bremer - Bertiereae Bridson - Coffeeae DC. - Condamineeae Hook.f. - Cordiereae A.Rich. ex DC. emend. Mouly - Cremasporeae Bremek. ex S.P.Darwin - Crossopterygeae F.White ex Bridson - Gardenieae A.Rich. ex DC. - Greeneeae Mouly, J.Florence & B.Bremer - Henriquezieae Benth. & Hook.f. - Ixoreae Benth. & Hook.f. - Jackieae Korth. - Mussaendeae Hook.f. - Octotropideae Bedd. - Pavetteae A.Rich. ex Dumort. - Posoquerieae Delprete - Retiniphylleae Hook.f. - Sabiceeae Bremek. - Scyphiphoreae Kainul. & B.Bremer - Sherbournieae Mouly & B.Bremer - Sipaneeae Bremek. - Steenisieae Kainul. & B.Bremer - Trailliaedoxeae Kainul. & B.Bremer - Vanguerieae A.Rich. ex Dumort. | - Rubioideae Verdc. - Anthospermeae Cham. & Schltdl. ex DC. - Argostemmateae Bremek. ex Verdc. - Colletoecemateae Rydin & B.Bremer - Coussareeae Hook.f. - Craterispermeae Verdc. - Cyanoneuroneae Razafim. & B.Bremer - Danaideae B.Bremer & Manen - Dunnieae Rydin & B.Bremer - Gaertnereae Bremek. ex S.P.Darwin - Knoxieae Hook.f. - Lasiantheae B.Bremer & Manen - Mitchelleae Razafim. & B.Bremer & Manen - Morindeae Miq. - Ophiorrhizeae Bremek. ex Verdc. - Paederieae DC. - Palicoureeae Robbr. & Manen - Perameae Bremek. ex S.P.Darwin - Prismatomerideae Y.Z.Ruan - Psychotrieae Cham. & Schltdl. - Putorieae - Rubieae Baill. — Мареновые - Schizocoleeae Rydin & B.Bremer - Schradereae Bremek. - Spermacoceae Cham. & Schltdl. ex DC. - Theligoneae Wunderlich ex S.P.Darwin - Urophylleae Bremek. ex Verdc. |

### Современное таксономическое положение
- Rubiaceae Juss., 1789, Gen. Pl. 196

Семейство Мареновые включается в порядок Горечавкоцветные (Gentianales), последовательно входящий в более крупные клады Ламииды → Астериды → Суперастериды → Эвдикоты → Цветковые растения. Таксономическая схема в соответствии с Системой APG IV по состоянию на июнь 2024 года:
|  |                          |  |                                   |                          |                     |  | ещё 4 семейства |           |  |              |
|  |                          |  |                                   |                          |                     |  |                 |           |  |              |
|  |                          |  |                                   | порядок Горечавкоцветные |                     |  |                 |           |  |              |
|  |                          |  |                                   |                          |                     |  |                 |           |  | 14 177 видов |
|  | клада Цветковые растения |  |                                   |                          | семейство Мареновые |  |                 | 612 родов |  |              |
|  | клада Цветковые растения |  |                                   |                          |                     |  |                 | 612 родов |  |              |
|  |                          |  | ещё 63 порядка цветковых растений |                          |                     |  |                 |           |  |              |
|  |                          |  |                                   |                          |                     |  |                 |           |  |              |

### Роды
Некоторые из них:
- Alberta E.Mey. — Альберта
- Alibertia A.Rich. ex DC. — Алибертия
- Asperula L. — Асперула, или Ясменник
- Callipeltis Stev. — Каллипельтис
- Carapichea Aubl. — Рвотный корень[6]
- Cinchona L. — Хинное дерево, или Цинхона
- Coffea L. — Кофейное дерево, или Кофе
- Crucianella — Крестовница
- Cruciata — Крестообразник, или Крестовидка, или Круциата
- Emmenopterys Oliv. — Эмменоптерис
- Gaillonia A.Rich. — Гайония
- Galium L. — Подмаренник
- Gardenia J.Ellis — Гардения
- Microphysa Schrenk. — Мелкопузырник
- Mitchella L. — Митчелла
- Mitragyna Korth. — Митрагина
- Morelia A.Rich. ex DC., омоним рода пресмыкающихся ромбические питоны (Morelia Gray)
- Morinda L. — Моринда
- Pavetta L. — Паветта
- Phuopsis (Griseb.) Benth. & Hook.f. — Фуопсис
- Pinckneya Michx. — Пинкнея
- Psychotria L. — Психотрия
- Randia L. — Рандия
- Remijia DC. — Ремихия, или Ремиджия
- Rubia L. — Марена
- Sarcocephalus Afzel. — Саркоцефалюс
- Serissa Comm. — Серисса
- Sherardia L. — Жерардия
- Valantia L. — Вайянция
- Vangueria Juss. — Вангерия

## Синонимы
| - Aparinaceae Hoffmanns. & Link - Asperulaceae Cham. ex Spenn. - Cinchonaceae Batsch - Coffeaceae Batsch - Cynocrambaceae Meisn., nom. illeg. - Dialypetalanthaceae Rizzini & Occhioni, nom. cons. - Galiaceae Lindl. | - Gardeniaceae Dumort. - Henriqueziaceae Bremek. - Lippayaceae Meisn. - Lygodisodeaceae Bartl. - Naucleaceae Wernham - Operculariaceae Juss. ex Perleb - Theligonaceae Dumort., nom. cons. |

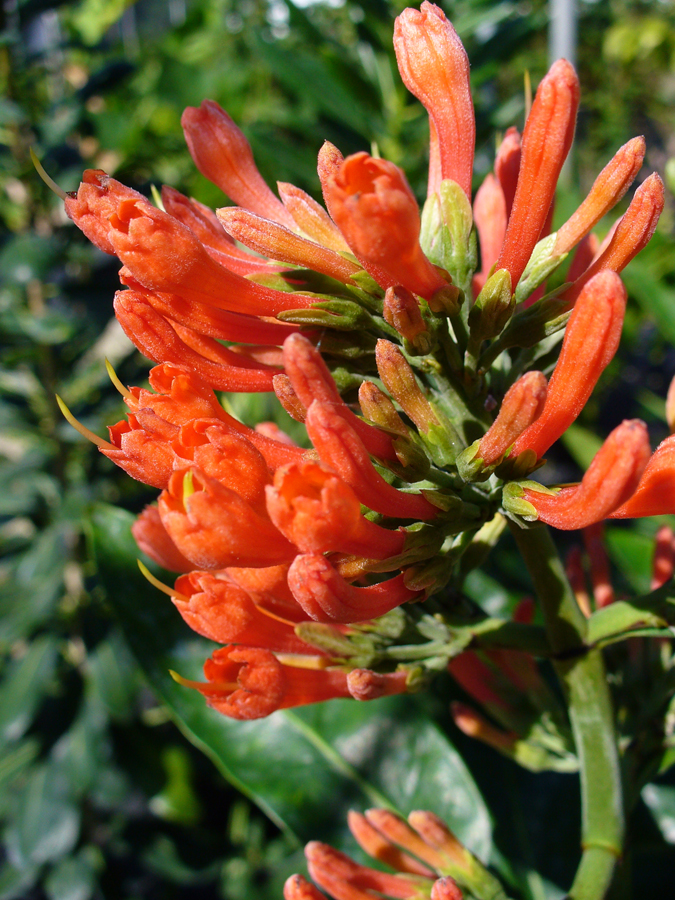
Alberta magna
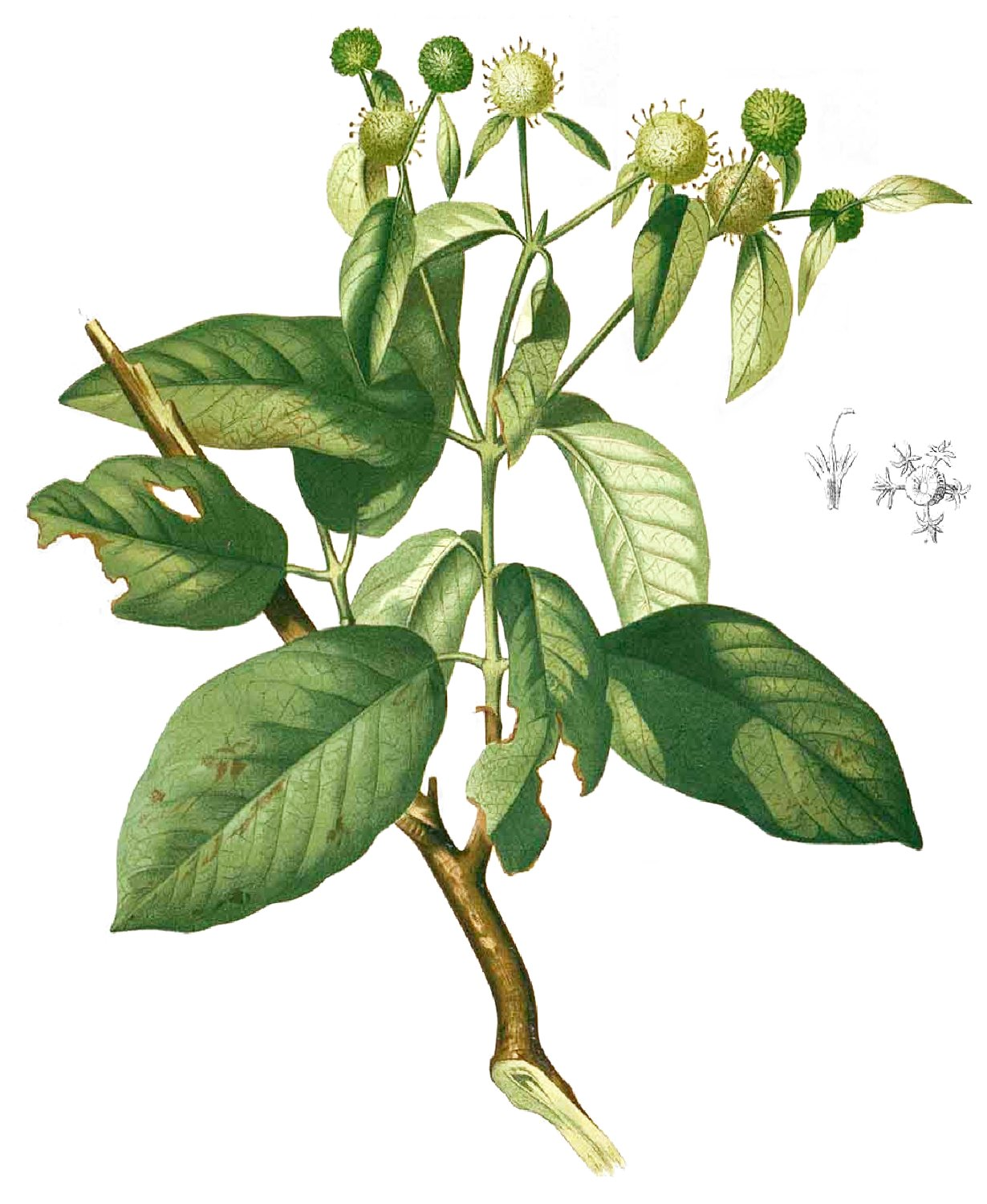
Mitragyna diversifolia
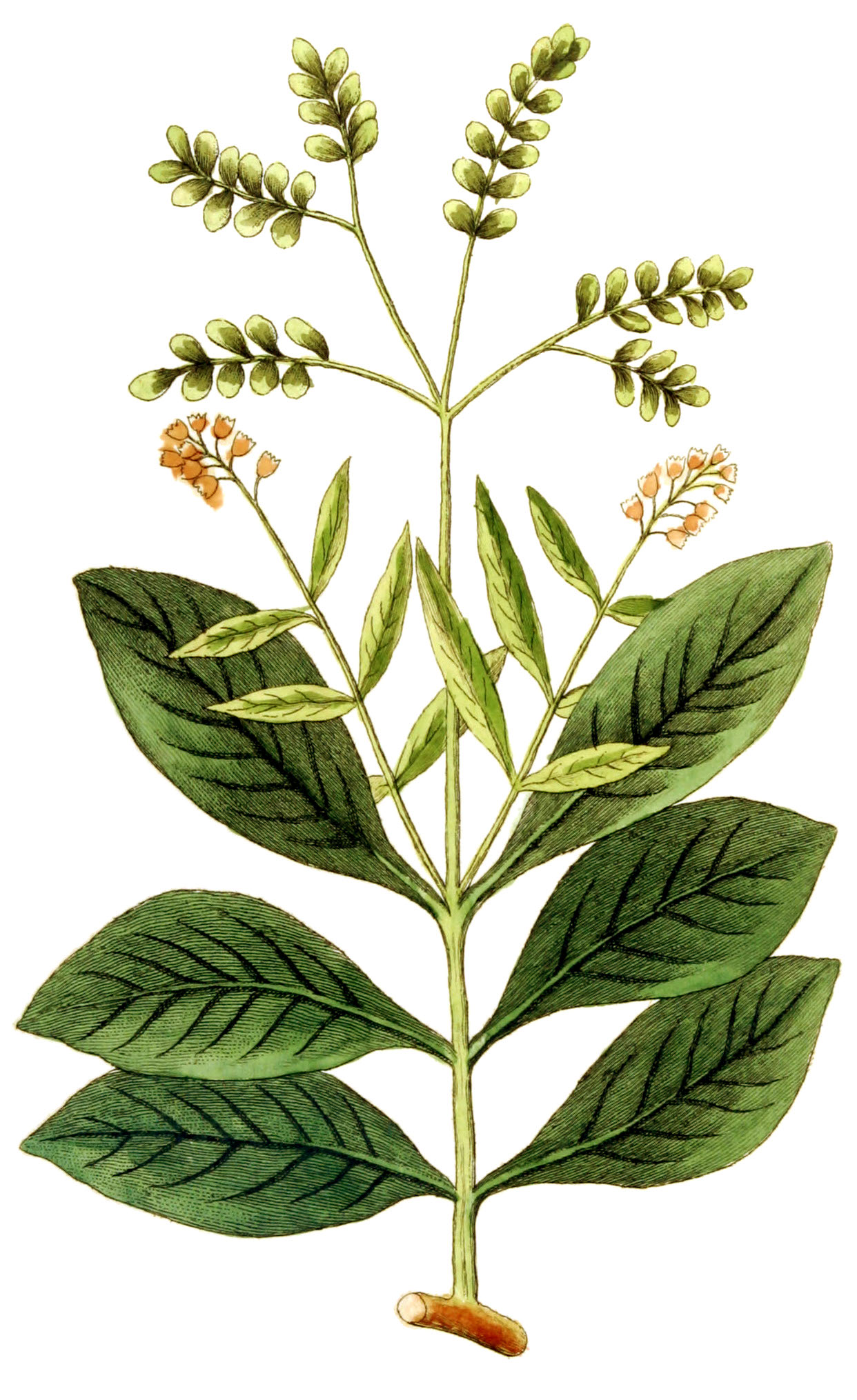
Ophiorrhiza mungos
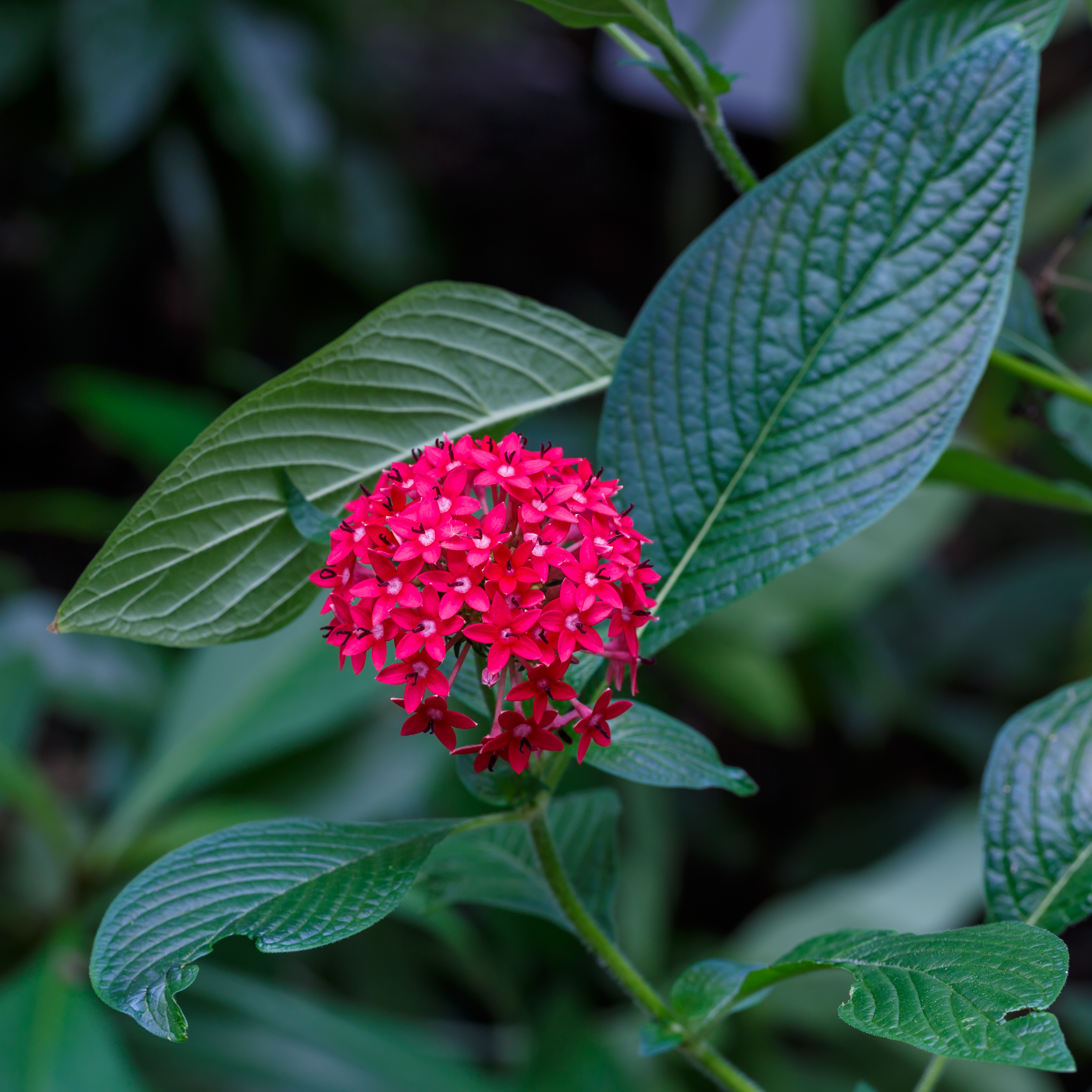
Pentas lanceolata
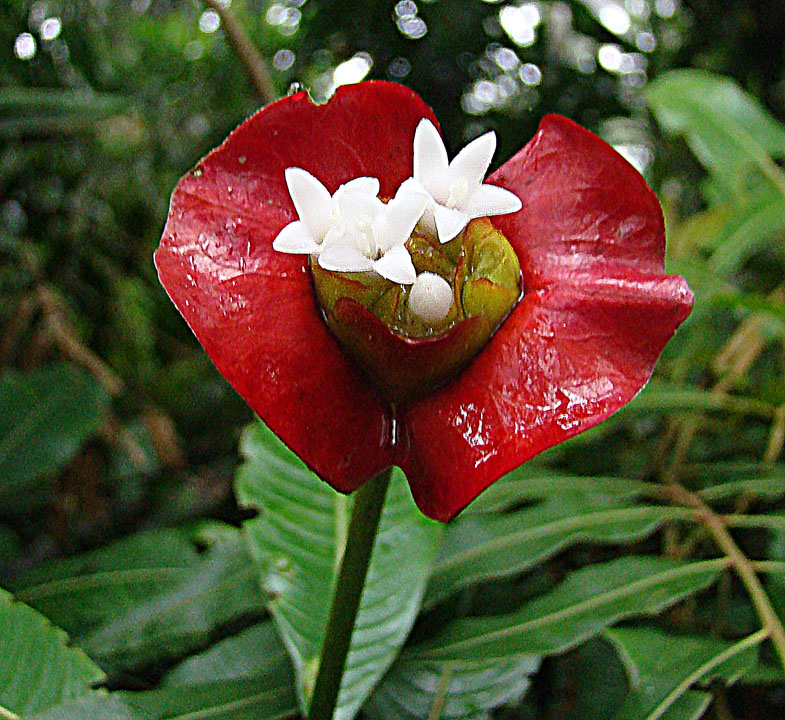
Palicourea elata